# 高枝王
高枝王（たかえ の おう、延暦21年（802年） - 天安2年5月15日（858年6月29日））は、平安時代初期の皇族。桓武天皇の孫。中務卿・伊予親王の次男。官位は従三位・宮内卿。

## 経歴
大同2年（807年）に発生した伊予親王の変により、父・伊予親王の謀反の罪に連座し、兄弟とともに遠流となる。配流先では生計を立てることもままならず、生活は困窮を極める。伊予親王を廃した平城天皇に替わって即位した嵯峨天皇は、伊予親王は無実であったにもかかわらずその子息が困窮している事を哀れんだことから、弘仁元年（810年）高枝王は兄弟とともに恩赦を受け平安京への入京を許される。この際、没収されていた親王の財産・家土地も返還されたが、幼い兄弟は相談の上でこれを男女均等に分配する。これらのことは世の人々の涙を誘ったという。
淳和朝の天長3年（826年）二世王の蔭位により無位から従四位下に直叙される。
因幡守・大舎人頭を経て、仁明朝にて承和8年（841年）従四位上、嘉祥2年（849年）正四位下と昇進。文徳朝の仁寿4年（854年）には従三位・大蔵卿に叙任され公卿に列した。天安元年（857年）宮内卿に転じるが、翌天安2年（858年）5月15日薨去。享年57。最終官位は宮内卿従三位。財産を蓄えることがなく、薄葬を命じた遺言を残したという。

## 人物
度量の広い人物であった。書を空海に、琴を沙良真熊に学ぶが、いずれも十分に会得するまでには至らなかったという。

## 官歴
『六国史』による。
- 天長3年（826年） 正月7日：従四位下（直叙）
- 天長10年（833年） 3月5日：見因幡守
- 承和7年（840年） 10月16日：大舎人頭
- 承和8年（841年） 11月20日：従四位上
- 嘉祥2年（849年） 正月7日：正四位下
- 嘉祥3年（850年） 3月27日：見大舎人頭兼越前権守
- 嘉祥4年（851年） 2月21日：兼越前権守。4月1日：出居侍従
- 仁寿4年（854年） 正月7日：従三位。8月28日：大蔵卿、越前権守如故
- 天安元年（857年） 6月19日：宮内卿
- 天安2年（858年） 5月15日：薨去（宮内卿従三位）

## 系譜
- 父：伊予親王
- 母：不詳
- 生母不詳の子女
  - 男子：平秀長[2]